# Wagaya no oinari-sama
Wagaya no Oinari-sama. (我が家のお稲荷さま。?) es una serie de novelas japonesas de Jin Shibamura, con ilustraciones de Eizō Hōden. Fue publicada entre el 10 de febrero de 2004 al 10 de octubre de 2007, se han publicado siete volúmenes en los medios de comunicación ASCII bajo la etiqueta de Dengeki Bunko. Una adaptación al manga por Suiren Shōfū comenzó su serialización en la revista Shōnen Dengeki Comic Gao! el 27 de febrero de 2007, publicado por MediaWorks; el manga fue trasladado a Dengeki Daioh, y publicado por los medios de comunicación ASCII el 21 de abril de 2008. Una adaptación al animé se comenzó a emitir en Japón el 6 de abril de 2008, producida por Zexcs.

## Argumento
Tōru y Noburo son hermanos pertenecientes a la Familia Takagami. Toru tiene Yin en su sangre y es constantemente buscado por demonios y otras criaturas sobrenaturales de Japón. Cuando Tōru es atacado por una criatura, su hermano Noburo libera a la deidad zorro Kugen Tenko, quien protege a Tōru del monstruo. Kugen ahora actúa como protector de Tōru y Noburo para mantenerlos a salvo de cualquier amenaza para ellos, mientras que al mismo tiempo trata de adaptarse al mundo moderno.

## Personajes

### Kūgen Tenko
(天狐空幻, Tenko Kūgen)
Seiyū: Yukana (mujer), Yūichi Nakamura (varón)
Kūgen Tenko es una deidad zorro quien fue la guardiana de la familia Mizuchi por varios siglos. Kūgen fue sellada por un sacerdote de agua a causa de su comportamiento travieso. Fue puesta en libertad por Noboru para ayudar a Tōru, quien fue atacado por un demonio. Después de esto se le dijo a Noboru que decidiera qué hacer con Kuu (como decidieron llamar a Tenko). Él decidió llevarla a su casa, y ahora actúa como su guardiana. Kuu puede adoptar una forma humana masculina o femenina, además de su forma animal, pero utiliza el pronombre Yo (俺 Ore) para referirse a sí misma, pronombre que suele ser utilizado solo por los hombres en Japón. Ella atrae un poco de atención por su cabello rubio, ojos azules y orejas de zorro, las cuales cubre con un sombrero u oculta en el cabello. Sus poderes son tan grandes que puede derrotar a la mayoría de los oponentes sólo con sus propias técnicas ofensivas. Ha demostrado a menudo poseer una gran inteligencia, como al ser capaz de encontrar la manera de vencer a un oponente a pesar de estar en desventaja. Su elemento natural es el metal (que se atribuye a los animales peludos en las cinco fases) a pesar de que a menudo usa la magia del fuego, y también ha demostrado tener el control del agua. A pesar de su gran conocimiento, es a menudo sorprendida por la tecnología actual, debido a haber sido sellada por tanto tiempo.

### Noboru Takagami
(高上升, Takagami Noboru)
Seiyū: Takahiro Mizushima
Noboru es el hijo mayor de la familia Takagami. Tiene dieciséis años de edad y se hizo consciente de que él es el jefe de la familia Mizuchi en el comienzo de la serie. Él está en el club de bádminton con Misaki Sakura. Él no tiene poderes espirituales, pero es muy tranquilo en muchas situaciones y se puede entender bien con los demás. A pesar de su falta de poder espiritual, es capaz de reconocer a los seres sobrenaturales transformados en humanos.

### Tōru Takagami
(高上透, Takagami Tooru)
Seiyū: Yu Shimamura
Tōru es el hijo menor de la familia Takagami. Él tiene once años de edad y tiene un fuerte Yin en su sangre, según lo declarado por su abuela. Esto causa que Tōru puede ser buscado como objetivo por los espíritus, como ocurre en el comienzo de la serie. Gracias a esto, sin embargo, también tiene un sentido espiritual (aunque es débil), y fue capaz de ver plenamente y hablar con su madre durante la ascensión del alma de ella.

### Kō
(コウ, Kou) 
Seiyū: Saori Hayami
Kō es la centinela de la familia Mizuchi. Ella es enviada a observar a la familia Takagami y, por tanto, debe vivir en la casa de Noboru por el momento. Ella parece ser útil, dedicada a su trabajo, y no quiere ser una molestia. Ella inicialmente es muy mala con las tareas del hogar común (se crio perfeccionando sus habilidades en combate y como un centinela); debido a esto, ella ha roto una gran cantidad de los platos propios de la familia Takagami. Ella también es socialmente inexperta, lo que tiende a llevarla a ser vista como una persona rara a pesar de su apariencia y modales serios.

### Misaki Sakura
(佐仓美咲, Misaki Sakura) 
Seiyū: Yui Kano
Misaki es una amiga de Noboru, quien intenta muchas veces a ser algo más que amigos ya que está enamorada de él. Debido a una serie de sucesos, a menudo más allá de su control (como cuando Kugen borra sus recuerdos de un evento), ella no ha conseguido más cercanía con él. Ella tiene una imaginación hiperactiva,  que la lleva a conclusiones erróneas acerca de la relación de otras personas con Noboru, especialmente con Kuu y Kō, ya que están viviendo en su casa. En una ocasión, Kuu usó una técnica que volvió a Misaki en un poderoso guardián temporal de Noboru. Ella misma no tiene conocimiento de esto, ya que ella está inconsciente en ese estado.

### Miyako Takagami
(高上美夜子, Takagami Miyako)
Seiyū: Yui Horie
Miyako es la madre de Tōru y Noboru, fallece antes del comienzo de la serie, poco después del nacimiento de Tōru. Ella tenía una amistad con Kugen, y adora las cosas lindas, incluyendo las mascotas animales (hasta el punto de que casi estranguló a Haruki al triturarlo con un abrazo mientras él llevaba un traje de animal, lo que llevó a su eventual matrimonio). Al principio de la serie, Ebisu informó a Kugen que su espíritu aún no había ascendido, lo que la llevó a hacer una ascensión del alma, momento en el que Tōru pudo conocerla.

### Ebisu
(恵比寿, Ebisu) 
Seiyū: Daisuke Ono
Ebisu es la deidad local de la zona en la que viven los hermanos Takagami. Es el dios del comercio. Dirige una tienda cerca de su santuario, donde tiene a dos leones guardianes imperiales de piedra, llamados Koga y Eiga, a los que puede volver a la vida. Él es un Dios real, a diferencia de un yōkai como Kūgen Tenko, por lo que es capaz de dominar a Kūgen sin problemas, especialmente con el uso de Kotodama, ya que es el más poderoso en su territorio. Él por lo general parece muy jovial y amigable, pero es extremadamente fuerte y astuto.

## Manga
Una adaptación al manga comenzó su serialización en la revista Dengeki Comic Gao! el 27 de febrero de 2007, publicado por MediaWorks. [2] El 27 de febrero de 2008, finalizó la serialización en Dengeki Comic Gao!, pero continuó la serialización en los medios de comunicación ASCII en la revista Dengeki Daioh el 21 de abril de 2008. El manga tiene su historia en las novelas que lo precedieron, y está ilustrado por Suiren Shōfū. A partir del 27 de marzo de 2008, dos volúmenes han sido publicados en los medios de comunicación ASCII de "Dengeki Comics".

## Animé
Una adaptación al animé fue producido por el estudio de animación Zexcs y dirigido por Yoshiaki Iwasaki. Se comenzó a emitir en Japón en la red de televisión de Chiba el 6 de abril de 2008. El animé se compone de veinticuatro episodios. Tres canciones se utilizan; el tema de apertura es "KI-ZU-NA ~ Haruka Naru Mono e" (KI-ZU-NA 〜遥かなる者へ), interpretado por Hitomisora (Hitomi Yoshida y Sora Izumikawa ). El primer tema de finalización es "Kaze ga nani ka o iou to shiteiru" (風がなにかを言おうとしている), interpretado por Saori Hayami, y aparece en los primeros dieciocho episodios. El segundo tema de finalización, "Shiawase no Kotodama" (シアワセの言霊), es interpretado por Yukana, Saori Hayami, y Mikako Takahashi, que son las actrices de voz de tres personajes femeninos en el animé.

## Curiosidades
En el animé, en el capítulo 20, cuando Kuu Persigue al cocinero de la posada, atrás de Noboru, aparece un retrato de "La joven de la perla", pintura del Artista Holandés Johannes Vermeer van Delft.
- Datos: Q484251